# Winter fall
〈winter fall〉은 일본의 밴드 L'Arc~en~Ciel의 여덟 번째 싱글 앨범으로, 1998년 1월 28일 발매되었다. (8cm CD: KSD2-1176) 이전 작품이었던 〈무지개〉로부터 3개월만에 발표되었으며, 다음 달인 2월 5일에 다섯 번째 음반 《HEART》가 공개되기전에 선행 싱글의 형태로 발매되었다. 또한 드러머 yukihiro가 정식으로 합류한 뒤 발표한 첫 싱글이자 밴드가 처음으로 오리콘 싱글 차트에서 1위를 기록했던 곡이기도 하다.
타이틀 곡인 〈winter fall〉의 작사는 hyde, 작곡은 ken, 편곡은 L'Arc~en~Ciel과 오카노 하지메 (岡野ハジメ)가 담당했다. 곡은 TV 아사히에서 방송되었던 외화 《시카고 메디컬 2》의 주제가로 사용되었다. B 사이드 곡은 〈metropolis〉이며 작사, 작곡, 편곡자는 동일하다. 곡의 가사는 영화 《메트로폴리스》에서 영감을 받았다.
이 작품은 일본레코드협회로부터 두 가지의 인정을 받았다. 우선 1998년 3월, 누적 순수출하량을 기준으로 하는 골드디스크 인정 부문에서 더블 플래티넘을 기록했으며, 2007년 12월 26일 벨소리 다운로드를 시작하여 2011년 6월에 이르러 10만 건을 돌파해 골드를 인정받았다.
한편 2004년 2인조 유닛 laica breeze가 이 곡을 샘플링해 〈STANDING STILL (winter fall Re-calling)〉을 발표했으며, SATOMI' (2007년), 타마키 나미 (2007년), moumoon (2013년) 등의 아티스트에 의해서도 커버되었다.

## 수록곡
| #            | 제목                                   | 작사         | 작곡         | 편곡                          | 재생 시간 |
| ------------ | -------------------------------------- | ------------ | ------------ | ----------------------------- | --------- |
| 1.           | 〈〈winter fall〉〉                    | hyde         | ken          | L'Arc~en~Ciel / 오카노 하지메 | 4:55      |
| 2.           | 〈〈metropolis〉〉                     | hyde         | ken          | L'Arc~en~Ciel / 오카노 하지메 | 4:25      |
| 3.           | 〈〈winter fall〉〉 (hydeless version) |              |              |                               | 4:51      |
| 총 재생 시간 | 총 재생 시간                           | 총 재생 시간 | 총 재생 시간 | 총 재생 시간                  | 14:11     |

## 발매 일정
| 버전                     | 일정            | 레이블         | 포맷                |
| ------------------------ | --------------- | -------------- | ------------------- |
| 〈winter fall〉          | 1998년 1월 28일 | Ki/oon Records | 8cm CD (KSD2-1176)  |
| 〈winter fall〉 (재발매) | 2006년 8월 30일 | Ki/oon Records | 12cm CD (KSCL-1029) |